# DAF Siluro

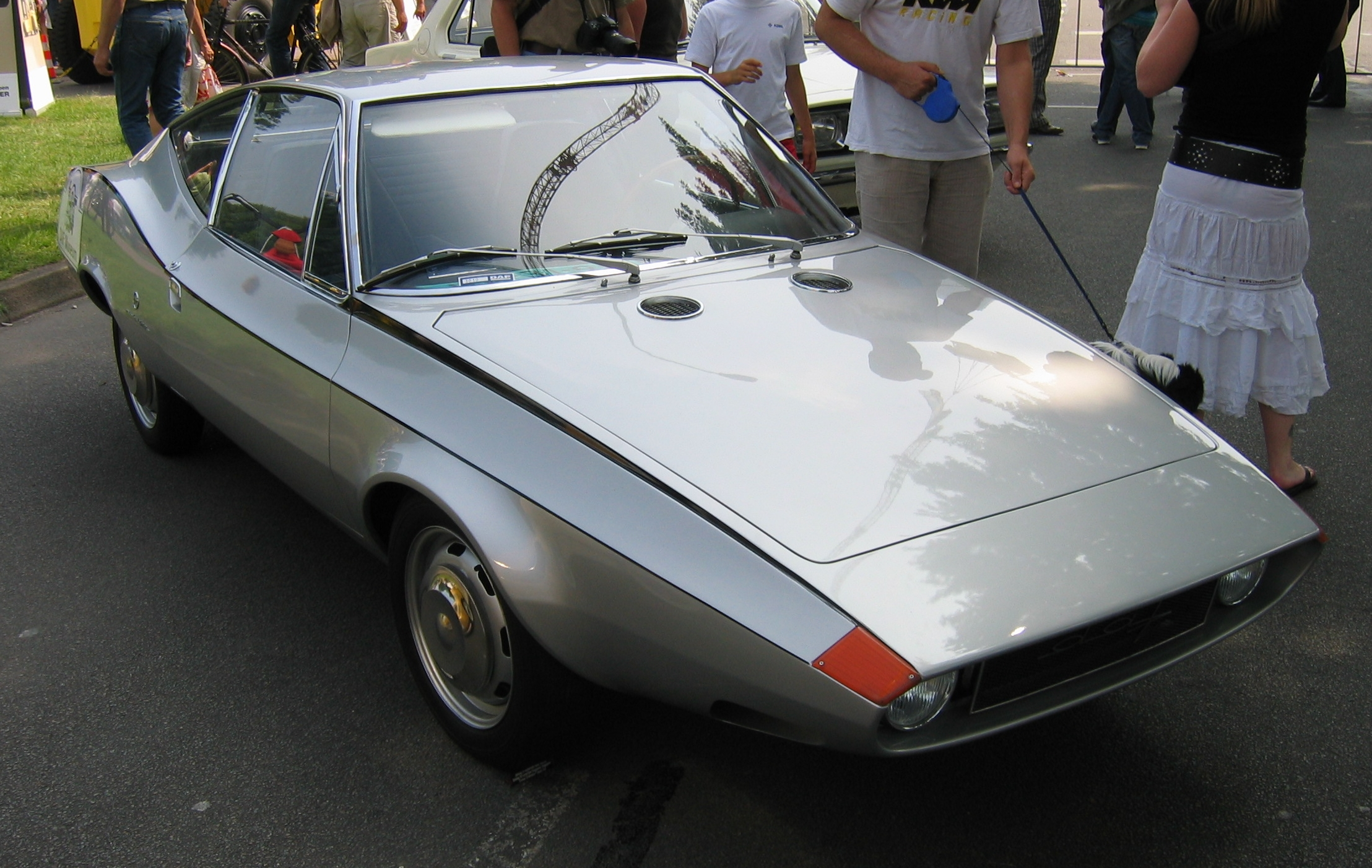
DAF Siluro

De DAF Siluro was een door Giovanni Michelotti ontworpen prototype op basis van een DAF 55 Coupé.
De Siluro (Italiaans voor "torpedo") was een van de eerste auto's met een zogenaamde wigvorm. Deze tweezitter beschikte over een viercilinder Renault-motor van 1108 cc  met een Variomatic transmissie.  Hij werd in maart 1968 gepresenteerd op de Autosalon van Genève. Na de dood van Michelotti in 1980 stond de auto in de tuin van diens zoon weg te rotten. Vervolgens werd hij door een Duitse handelaar opgekocht en aan het DAF Museum doorverkocht. Na een restauratie die enkele jaren duurde, werd de Siluro in 2005 in Amsterdam op de AutoRAI gepresenteerd in de stand van DAF Club Nederland. Tegenwoordig is hij te bewonderen in het DAF Museum. 